# Kobra syjamska
Kobra syjamska (Naja siamensis) – gatunek jadowitego węża z rodziny zdradnicowatych (Elapidae), występujący w Azji Południowo-Wschodniej.

## Zasięg występowania
Wąż ten występuje w Azji Południowo-Wschodniej – w Tajlandii, Kambodży, południowym Wietnamie i Laosie, według niektórych źródeł także we wschodniej Mjanmie.

## Systematyka
Gatunek ten jako pierwszy opisał w 1768 roku Josephus Nicolaus Laurenti. Później jednak osobniki tego gatunku były przez zoologów identyfikowane jako Naja atra, N. kaouthia, N. naja lub N. sputatrix. W 1994 roku na podstawie badań mtDNA Wüster i Thorpe przywrócili temu taksonowi status gatunku.
Jest to gatunek monotypowy. 

## Opis
Osiąga długość do 1,2 m. Ubarwienie zazwyczaj ciemne, brunatne do czarnego. Zdarzają się osobniki z dominującym kolorem białawym

## Zachowanie
Poluje nocą. Żywi się gryzoniami, żabami i mniejszymi wężami. Płochliwa, ucieka przed człowiekiem, ale przyparta do muru broni się, strzykając z dużej odległości jadem, czemu zawdzięcza określenie „kobra plująca” (spitting cobra). Kąsa w ostateczności.

## Habitat
Habitat bardzo zróżnicowany. Występuje zarówno na otwartych przestrzeniach, jak i w lasach oraz w pobliżu siedzib ludzkich.